# La chica del Crillón (película de 1999)
 La chica del Crillón es una película dramática chilena de 1999, dirigida por Alberto Daiber y distribuida por Televisión Nacional de Chile. Basada en la novela homónima de Joaquín Edwards Bello, está protagonizada por Tamara Acosta, Francisco Reyes y Patricia Rivadeneira y fue estrenada el 29 de julio de 1999.
La chica del Crillón fue parte de la sección de películas chilenas exhibidas por TVN a través de Cuentos Chilenos.

## Historia
Teresa Iturrigorriaga (Tamara Acosta) es una chica de la alta sociedad aristócrata chilena, vive con su padre Francisco (Héctor Noguera) y la cocinera Rubilinda (Luz Jiménez) en una casona en la calle Dieciocho. Esta chica vive una doble vida ya que todos los días se viste muy elegante y se va todas las noches a los encuentros de la alta sociedad en el Hotel Crillón de Santiago, donde se encuentran diplomáticos y gente adinerada. Sin embargo, la familia Iturrigorriaga está arruinada económicamente tras una mala venta de las minas de su padre y llegan a vivir a la calle Romero, donde sólo hay conventillos de la clase obrera de la capital. 
Teresa es pobre, y se ve muy discriminada por Mabel Cepeda (Ximena Rivas) y su madre Marta (Cuca Navarro) –las nuevas ricas de Santiago–, ya que tiene que salir a pedir fiado por los almacenes para darle el pan de cada día a su pobre padre que está tan enfermo, usando muy escasa ropa como una bata de seda para ir de compras y en la tarde cambiaba a un elegante vestido para ir al Crillón. En él, encontrará la ayuda de la europea señora Rubilar (Patricia Rivadeneira), una mujer de clase aristócrata, que recluía niñas de clase baja en su palacio. Además, logrará mantenerse económicamente gracias a Ismenia (Malucha Pinto), una ex prostituta que le entregará todo el dinero que le dejó su padre.
La chica vivirá pobrezas, discriminaciones, romances, engaños y aventuras a través de la historia.

## Reparto
- Tamara Acosta como Teresa Iturrigorriaga
- Francisco Reyes como Ramón Ortega
- Patricia Rivadeneira como la señora Julia Rubilar
- Alfredo Castro como Gastón
- Héctor Noguera como Francisco Iturrigorriaga
- Luz Jiménez como Rubilinda
- Malucha Pinto como Ismenia
- Ximena Rivas como Mabel Cepeda
- Cuca Navarro como la señora Marta Cepeda
- Delfina Guzmán como la tía Carmela Iturrigorriaga
- Sergio Hernández como el tío Manuel Iturrigorriaga
- César López como el señor Cepeda
- Andrés Amión como Pipo
- Rocío Mendoza como Luchita
- Daniela Cappona como la hija de la Sra. Cepeda